# Colonie du Delaware
 (décembre 2023).
Si vous disposez d'ouvrages ou d'articles de référence ou si vous connaissez des sites web de qualité traitant du thème abordé ici, merci de compléter l'article en donnant les références utiles à sa vérifiabilité et en les liant à la section « Notes et références ».

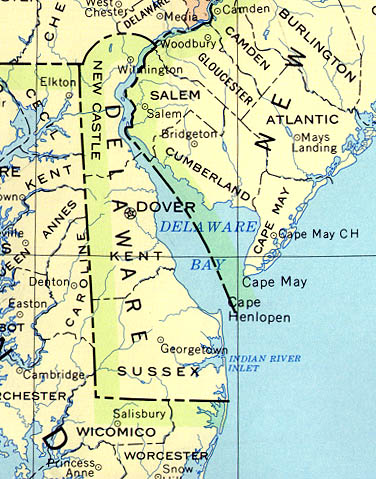
Colonie du Delaware, estuaire du Dover.

La colonie du Delaware (anglais : Delaware Colony) est une colonie britannique située dans l'Amérique britannique. Les premiers colons européens étaient les Suédois et les Hollandais, mais le pays était sous contrôle anglais dès 1664. En 1681, William Penn reçut du duc d'York une charte pour les comtés inférieurs du Delaware indépendamment de l'acte qu'il tenait déjà pour la province de Pennsylvanie. Le Delaware a été gouverné par la Pennsylvanie de 1682 à 1701,  date à laquelle les comtés inférieurs ont obtenu une législature coloniale indépendante. Les deux colonies ont toutefois partagé le même gouverneur jusqu'en 1776, date de la déclaration d'indépendance des Etats-Unis.